# ダイナシティ (ショッピングセンター)
ダイナシティ (Dynacity) は、神奈川県小田原市中里に所在する、ダイドーリミテッドの完全子会社・ダイドーフォワードが運営するショッピングセンター。東海道新幹線の線路を挟む形で「ダイナシティ・イースト」、「ダイナシティ・ウエスト」、「ダイナシティ・ウォーク」の各施設で構成される。核店舗はイトーヨーカドー小田原店。

## 概要
戦後の小田原市の企業誘致第1号として、1953年に操業を開始した大同毛織（現・ダイドーリミテッド）小田原工場は、最盛期には1200人もの従業員を擁した。7.9haの敷地内には、従業員の社宅、寄宿舎のほか、県立湘南高校と提携した分校のような形で通信教育を行う併設の高等学校、生協、大浴場、グランド、クラブハウスも備えていた。しかし、1965年の後半から、繊維を巡る国際環境は厳しくなり、構造的不況となった。このため大同毛織では、1973年頃から設備の圧縮、経営の効率化を強力に進め「量から質へ」の転換を図った。逐次合理化を進めることによって、小田原工場からは徐々に人が少なくなり、この結果、福利厚生施設も不要となった。
1979年9月、遊休化した敷地の一部に「ニチイ（マイカルを経てイオンリテール）鴨宮店」の出店計画が持ち上がった。だが、この出店計画に対し、地元の小売業者などが「西湘地区大型店対策協議会」を結成し「第1種大型店出店の凍結宣言」出すと共に小田原商工会議所も「大規模小売店舗出店凍結」を打ち出したため、計画は行き詰まった。地元が強硬に反対した原因は、戦後の小田原市の工業誘致第1号の企業で地域と濃密な関係を持っていたにもかかわらず、時代の変遷に伴い工場の生き残りに必死で、地域との関係を切り捨て、地域とのかかわりなくなっていたことにあった。

### ダイドープラザとして開業
その後、開発は核店舗として「イトーヨーカドー小田原店」の出店、オフィスビル等を建設する計画に見直され、1993年10月21日に第1期分として、イトーヨーカドーを核とした「ダイドープラザ」（現・ダイナシティ・イースト）、「ダイドースポーツクラブ」、「オフィスビル」（日立製作所小田原事業所が入居）、小田原市の地域拠点施設「マロニエ」が順次開業した。
開業時に年間売上高約85億円を見込んだ核店舗のイトーヨーカドー小田原店は、1997年2月期に年間売上高約154億円を上げるなど順調に売上を伸ばし、近隣には、1999年3月に小田原シティモールクレッセ（現・フレスポ小田原シティーモール）なども開業、中里地区は郊外型の一大商業地区を形成して行く。

### ダイナシティに改称
イトーヨーカドーの好調を受け、2000年9月28日には第2期分として同系列のロビンソン百貨店小田原店が入居する「ウエストモール」が増設され、これを期に施設名称は「ダイナシティ」に改称、イーストモールと合せて百貨店と総合スーパーの2核構成のSCとなり、西湘地域では最大級のショッピングモールとしてリニューアルオープンした（ロビンソン百貨店は西武へ屋号を変更後、2018年2月末閉店）。
こののち2002年には第3期として、TOHOシネマズ小田原などが入る「ウォーク」、2024年4月にはユニクロ・GUが入る「ウエスト アネックス」 がオープンし、2025年7月には日立が入居したオフィスビル跡に「カインズ小田原店」がオープンを予定する。

## 沿革
- 1993年（平成5年）10月21日 - ダイドーリミテッド小田原工場跡地の一部にイトーヨーカ堂を核店舗とするダイドープラザ（Dynacity前身）が開業[1]。株式会社ダイドープラザ設立。
- 1995年（平成7年） - ダイドースポーツクラブオープン。
- 1998年（平成10年） - ロビンソン百貨店とDynacityWEST建設予定地から遺跡（中里遺跡）が発掘。
- 2000年（平成12年）9月28日 - ダイドーリミテッド小田原工場跡地の一部にロビンソン百貨店とDynacityWESTが開業し、ダイドープラザをDynacityEASTと改め、施設一体がダイナシティとなる[2]。また株式会社ダイドープラザを株式会社ダイナシティに社名変更。
- 2002年（平成14年） - DynacityWALKが開業。
- 2013年（平成25年）3月1日 - DynacityWESTの核店舗であるロビンソン百貨店小田原店が、西武小田原店に屋号を変更[4][14]。
- 2018年（平成30年）
  - 1月1日 - 株式会社ダイナシティが、株式会社ニューヨーカーと株式会社ダイドーインターナショナルを吸収合併し、株式会社ダイドーフォワードに社名変更。
  - 2月28日 - DynacityWESTの核店舗であった西武小田原店が閉店[15][14]。
- 2024年（令和6年）4月 - Dynacity WEST ANNEXが開業[16]。

## 施設構成

### ウエストモール（DynacityWEST）
核店舗のロビンソン百貨店は、2013年に西武小田原店にブランド転換し、2016年に営業面積を縮小、2018年に撤退した。百貨店の売上高は、ロビンソン時代の2003年がピークで、162億円に上っていたが、開業当初から閉店に至るまで赤字続きであった。西武の撤退後、ウエストモールは専門店を大幅に増やす形でリニューアルを行い、西武食品館跡に出店したSMのヤオコーは売場面積約2230㎡。売上は好調を維持しているという。
- 営業時間：10:00 - 20:00
- レストラン街営業時間：10:00 - 22:00

ウエスト アネックス（DynacityWEST ANNEX）
「ユニクロ」「GU」が入り、建物は2階層。売場面積3100㎡超は県西最大級。かつての紡績工場倉庫を思わせる「三角屋根」をモチーフにした建築デザインを採用している。

### イーストモール（DynacityEAST）
イトーヨーカドー小田原店（店舗面積約11,138 m2）が核店舗。
2022年にイトーヨーカドーは、営業面積を縮小することになったため、ウエストモール同様に専門店を増やす形でリニューアルを行った。イトーヨーカドーの売場面積とそれ以外の面積比率は、開業当初は6対4だったが、リニューアルを経て4対6に逆転している。
- 営業時間：10:00 - 20:00 
  - イトーヨーカ堂1Fフロアは9:00 - 21:00

### ウォーク（DynacityWALK）
TOHOシネマズを核施設として10の専門店からなる。シネウォークとガーデンウォークに分かれている。営業時間はショップにより異なる。
TOHOシネマズ小田原
2002年12月20日に「ヴァージンシネマズ小田原」としてオープン。その後、ヴァージンシネマズ・ジャパンの東宝による買収に伴い、2004年2月28日に現館名に改称した。
かつて小田原市内には「小田原東宝」という東宝系映画館が長崎屋小田原店（現在のドン・キホーテ小田原店）の地下1階にあったが、2003年8月31日に閉館している。
- 2002年（平成14年）12月20日 - 「ヴァージンシネマズ小田原」として開館。
- 2003年（平成15年）4月7日 - 運営・経営をヴァージンシネマズ・ジャパンからTOHOシネマズへ移管。
- 2004年（平成16年）2月28日 - 「TOHOシネマズ小田原」へ改称。

| No.     | 座席数 | 車椅子 | Size(m) | Size(m) | 音響                | 備考 |
| No.     | 座席数 | 車椅子 | 縦      | 横      | 音響                | 備考 |
| ------- | ------ | ------ | ------- | ------- | ------------------- | ---- |
| PREMIER | 75     | 2      | 2.8     | 6.9     | DTS/SRD-EX/THX      |      |
| 1       | 499    | 3      | 7.2     | 17.2    | DTS/SRD-EX/SDDS/THX |      |
| 2       | 255    | 2      | 4.5     | 10.9    | DTS/SRD-EX          |      |
| 3       | 204    | 2      | 4.0     | 9.5     | DTS/SRD-EX          |      |
| 4       | 133    | 2      | 3.2     | 7.7     | DTS/SRD-EX          |      |
| 5       | 167    | 2      | 4.3     | 10.4    | DTS/SRD-EX          |      |
| 6       | 155    | 2      | 4.6     | 11.0    | DTS/SRD-EX          |      |
| 7       | 171    | 2      | 4.6     | 11.0    | DTS/SRD-EX          |      |
| 8       | 122    | 2      | 3.3     | 8.1     | DTS/SRD-EX          |      |

- 電気自動車用 急速充電スタンド

ダイドースポーツクラブ
1994年4月にオープンしたスポーツクラブ。プール・エアロビ・ジム・サウナのほか、近隣では珍しいラケットボールコートが2面ある。運営はイディア。

## アクセス
- 鴨宮駅から徒歩20分、または箱根登山バスダイナシティ行で8分。国府津駅、新松田駅、下曽我駅、小田原駅、栢山駅からも直通バスあり。

## メディア展開
- ラジオ日本小田原放送局でダイナシティpresents 『ダイナレディオ!!1485』 〜午後のひとときは笑顔と一緒に〜が2014年から2017年3月まで放送されていた他、FMヨコハマ、InterFM897でも公開生放送を行うことがある。
- 静岡県のFMラジオ局である、k-mixでラジオCMを放送したこともある。